# Саркисов, Самвел Александрович
Самвел Александрович Саркисов (род. 25 декабря 1980) — российский самбист и дзюдоист, призёр чемпионата России по дзюдо 2003 года, призёр чемпионата России по самбо 2002 года, победитель призёр международных турниров, мастер спорта России международного класса. Рядовой контрактной службы пограничных войск. Выступал в полутяжёлой весовой категории (до 100 кг). Тренировался под руководством Рудольфа Бабояна.

## Спортивные результаты

### Дзюдо
- Чемпионат Европы по дзюдо среди юниоров 1999 года — ;
- Чемпионат России по дзюдо 2003 года — ;
- Международный турнир по самбо на призы ЗМС Гусейна Хайбулаева, 2005 год, Краснодар — [2];

### Самбо
- Чемпионат России по самбо 2002 года — ;
- Чемпионат ФСБ России по самбо 2013 года — [3];